# Beñat Prados
Beñat Prados Díaz (Pamplona, 8 febbraio 2001) è un calciatore spagnolo, centrocampista dell'Athletic Bilbao.

## Carriera
Cresciuto nel settore giovanile del Atlético Bilbao, fa il suo esordio con la seconda squadra dell'Athletic Bilbao, in Tercera División, il 26 ottobre 2019, sostituendo Oihan Sancet nella sconfitta casalinga per 4-1 contro il Real Valladolid B. Il 14 luglio 2022, va in prestito al Mirandés dove realizza 41 presenze complessive.
Tornato all'Athletic Bilbao  debutta in prima squadra il 19 agosto 2023, sostituendo Imanol García de Albéniz nella vittoria esterna per 2-0 contro l'Osasuna.

## Statistiche

### Presenze e reti nei club
Statistiche aggiornate al 26 settembre 2024.
| Stagione                 | Squadra                  | Campionato               | Campionato | Campionato | Coppe nazionali | Coppe nazionali | Coppe nazionali | Coppe continentali | Coppe continentali | Coppe continentali | Altre coppe | Altre coppe | Altre coppe | Totale | Totale |
| Stagione                 | Squadra                  | Comp                     | Pres       | Reti       | Comp            | Pres            | Reti            | Comp               | Pres               | Reti               | Comp        | Pres        | Reti        | Pres   | Reti   |
| ------------------------ | ------------------------ | ------------------------ | ---------- | ---------- | --------------- | --------------- | --------------- | ------------------ | ------------------ | ------------------ | ----------- | ----------- | ----------- | ------ | ------ |
| 2018-2019                | Baskonia                 | TDR                      | 24         | 3          | -               | 0               | 0               | -                  | -                  | -                  | -           | -           | -           | 24     | 3      |
| 2019-gen. 2020           | Baskonia                 | TDR                      | 15         | 1          | -               | 0               | 0               | -                  | -                  | -                  | -           | -           | -           | 15     | 1      |
| Totale Baskonia          | Totale Baskonia          | Totale Baskonia          | 39         | 4          |                 | -               | -               |                    | -                  | -                  |             | -           | -           | 39     | 4      |
| gen.-giu. 2020           | Athletic Bilbao B        | PDR                      | 13         | 0          | -               | 0               | 0               | -                  | -                  | -                  | -           | -           | -           | 13     | 0      |
| 2020-2021                | Athletic Bilbao B        | PDR                      | 19+4       | 1          | -               | 0               | 0               | -                  | -                  | -                  | -           | -           | -           | 23     | 1      |
| 2021-2022                | Athletic Bilbao B        | PDR                      | 33+2       | 3          | -               | 0               | 0               | -                  | -                  | -                  | -           | -           | -           | 35     | 3      |
| Totale Athletic Bilbao B | Totale Athletic Bilbao B | Totale Athletic Bilbao B | 65+6       | 4          |                 | -               | -               |                    | -                  | -                  |             | -           | -           | 71     | 4      |
| 2022-2023                | Mirandés                 | SD                       | 39         | 0          | CS              | 2               | 0               | -                  | -                  | -                  | -           | -           | -           | 41     | 0      |
| 2023-2024                | Athletic Bilbao          | PD                       | 26         | 0          | CS              | 7               | 0               | -                  | -                  | -                  | -           | -           | -           | 33     | 0      |
| 2024-2025                | Athletic Bilbao          | PD                       | 18         | 1          | CS              | 1               | 0               | UEL                | 7                  | 1                  | SS          | 1           | 0           | 27     | 2      |
| Totale Athletic Bilbao   | Totale Athletic Bilbao   | Totale Athletic Bilbao   | 44         | 1          |                 | 8               | 0               |                    | 7                  | 1                  |             | 1           | 0           | 60     | 2      |
| Totale carriera          | Totale carriera          | Totale carriera          | 193        | 9          |                 | 10              | 0               |                    | 7                  | 1                  |             | 1           | 0           | 211    | 10     |

## Palmarès
- Coppa di Spagna: 1

Athletic Bilbao: 2023-2024